# Harmomastix tetracanthus
Harmomastix tetracanthus är en mångfotingart som beskrevs av Carl Graf Attems 1909. Harmomastix tetracanthus ingår i släktet Harmomastix och familjen Odontopygidae. Inga underarter finns listade i Catalogue of Life.